# USS Maryland (BB-46)
La USS Maryland (codice e numero d'identificazione BB-46) è stata una corazzata della classe Colorado della marina statunitense. Ordinata nel 1916, la sua costruzione fu sponsorizzata dalla signora E. Brook Lee, moglie del governatore del Maryland, e fin dalla sua entrata in servizio nel luglio del 1921, quando era completa per l'80%, fu utilizzata per crociere e visite diplomatiche in diversi paesi.
Con l'entrata in guerra degli Stati Uniti contro le potenze dell'Asse a seguito dell'attacco di Pearl Harbor, la Maryland combatté sul fronte del Pacifico fino alla vittoria degli Alleati. Posta in disarmo poco dopo la fine del conflitto, fu rottamata nel 1959.

## Servizio e impiego

### Primi anni
Il primo comandante della Maryland fu Charles F. Preston, che la guidò fino al 1º marzo 1922. La nave subì una prima modifica già in quell'anno, quando a poppa fu montata una catapulta per aerei, testata e inaugurata il 6 luglio.
Tra il 18 agosto e il 25 settembre 1922 portò a termine il suo primo incarico ufficiale e viaggio internazionale, quando si ancorò a Rio de Janeiro per permettere al Segretario di Stato Charles Evans Hughes, accompagnato dal Comandante in Capo della US Navy ammiraglio Hilary P. Jones, di presenziare all'Esposizione organizzata per il centenario del Brasile. Il viaggio fu considerato anche un record, perché fu compiuto in dieci giorni e 18 ore.
Il 9 giugno 1925 passò al comando del capitano Thomas T. Craven. Nel luglio dello stesso anno, assieme ad altre grandi navi di linea statunitensi, giunse in Australia e Nuova Zelanda per condurre una visita di Stato che si rivelò in seguito ben riuscita; nel 1928 imbarcò il presidente Hoover che compì un lungo soggiorno in Sud America. Inframmezzate a queste lunghe crociere la Maryland seguì periodici addestramenti, prove di tiro ed esercitazioni per tutti gli anni venti e trenta, oltre a passare per il Canale di Panama almeno una decina di volte.
Nel 1940, seguendo le direttive del presidente Roosevelt, la marina statunitense si divise in Flotta dell'Atlantico e Flotta del Pacifico: la nave, che era basata a Long Beach, California, confluì in quest'ultima e prese posizione a Pearl Harbor a fianco di diverse altre corazzate. Nell'aprile del 1941 fu compresa nella 4ª Divisione Navi da Battaglia al comando dell'ammiraglio Walter S. Anderson, che alzò le sue insegne a bordo della Maryland stessa.

### Sul fronte del Pacifico
Il 7 dicembre 1941, giorno dell'attacco di Pearl Harbor, la Maryland, al comando del capitano di vascello Donald Clark Godwin, era in porto ancorata tra l'Oklahoma e la banchina: questa fortuita coincidenza la salvò dai siluri che invece distrussero l'altra corazzata. Colpita da due bombe, ebbe 4 morti ma l'equipaggio riuscì ad aprire il fuoco sugli attaccanti e fu stimato che abbatté sette aerei giapponesi; in seguito prestò soccorso ai sopravvissuti. Sebbene non gravemente danneggiata, aveva imbarcato molta acqua e dovette dirigersi verso la costa per le riparazioni, che iniziarono il 30 dicembre nei cantieri navali dello stretto di Puget, nello Stato di Washington: in questo periodo l'armamento antiaereo fu incrementato con quattro cannoni da 20 millimetri, che trovarono posto sulla piattaforma dell'albero a gabbia, il quale fu abbassato per permettere alla piattaforma superiore di poppa di sopportare il peso della batteria antiaerea: una modifica tanto radicale fu accettata perché la Maryland, insieme alla Colorado, era l'unica nave da battaglia immediatamente disponibile dopo il disastro del 7 dicembre, e i comandi della marina la volevano schierare quanto prima.
Nuovamente operativa dal 26 febbraio, fu inserita nella Task Force 1 dislocata lungo la West Cost: dopo la battaglia di Midway del giugno 1942, alla quale non fu presente perché troppo lenta per scortare le portaerei, fu inviata nel Pacifico sudoccidentale dove compì esercitazioni per sei mesi. L'8 novembre 1942 fu assegnata al settore delle isole Figi per proteggere le rotte tra Stati Uniti e Australia; a febbraio 1943 tornò negli Stati Uniti, a Pearl Harbor, per lavori di ammodernamento: fu aggiunto un cannone supplementare da 40 mm.
Prese parte, come nave ammiraglia del contrammiraglio Harry Hill, alla riconquista delle Gilbert nel novembre 1943 e alla campagna delle Marshall agli inizi del 1944: in queste occasioni impiegò i suoi pezzi nei bombardamenti preparatori e come appoggio alle truppe dopo che queste furono sbarcate; in particolare durante le operazioni nelle Marshall condusse un bombardamento talmente nutrito che dovette far ritorno negli USA per cambiare le usurate canne dei cannoni. Nel giugno del 1944 fece parte delle Task Force statunitensi spiegate per la conquista delle Marianne e per contrapporsi a sicuri interventi navali giapponesi. Il 22 giugno, mentre bombardava le posizioni nipponiche a Saipan, fu colpita sul lato sinistro della prua da un siluro, perciò dovette rientrare a Pearl Harbor per le riparazioni, che furono completate in soli 34 giorni.
Rimessa a nuovo, partecipò alle azioni navali per la conquista delle Palau e, successivamente, alla liberazione delle Filippine, durante la quale bombardò postazioni giapponesi sulle spiagge di Leyte; il 25 ottobre era tra le navi che respinsero la marina imperiale nello Stretto di Surigao: durante il combattimento la sua batteria principale sparò 48 granate. Il 19 novembre, mentre pattugliava lo stretto, fu fatta oggetto di un attacco kamikaze che provocò la morte di 31 marinai; un secondo analogo assalto avvenne il 26 novembre, ma rimase nella zona fino al 2 dicembre quando fu costretta a fare ritorno in patria dove rimase quasi due mesi.
La Maryland riuscì a prender parte alle prime fasi della battaglia per Okinawa: inquadrata nella Task Force 54 contribuì alla preparazione presbarco, quando il 7 aprile fu nuovamente colpita da un aereo giapponese armato di una bomba da 500 libbre che andò a schiantarsi sulla torre numero 3: vi furono 53 morti tra l'equipaggio, le armi da 20 mm lì posizionate furono scaraventate via e il fianco di tribordo fu per la maggior parte devastato dallo scoppio. La corazzata incassò però il colpo, tanto che nel pomeriggio dello stesso giorno abbatté due velivoli nipponici; rimase nel settore ancora una settimana, poi si diresse ai cantieri navali dello stretto di Puget, dove rimase in riparazione da maggio ad agosto.

### Fine della guerra e ultimi anni
Sebbene riparata per l'inizio di agosto, la Maryland non fu più impiegata attivamente nel teatro del Pacifico: fino alla fine del 1945 fu adibita al rimpatrio di 8.000 soldati veterani di stanza nelle Isole Hawaii (Operazione Magic Carpet, Tappeto Magico). In seguito, tornata nello stretto di Puget, riprese servizio come parte della riserva della Flotta del Pacifico. Ancorata a Bremerton, nello Stato di Washington, fu radiata dal servizio attivo il 3 aprile 1947. Rimase in disarmo fino all'estate del 1959, quando l'8 luglio fu venduta alla Learner Co. of California per la rottamazione. Nel 1961 il governatore John Millard Tawes fece erigere in suo onore un monumento in bronzo e granito nella città di Annapolis .

## Onorificenze
- American Defense Service Medal with "FLEET" clasp
- American Campaign Medal
- Asiatic-Pacific Campaign Medal con sette battle star
  - Pearl Harbor-Midway: 7 dicembre 1941
  - Operazioni alle isole Gilbert: 13 novembre – 8 dicembre 1943
  - Operazioni alle isole Marshall: occupazione di Kwajalein e Majuro: 28 gennaio – 8 febbraio 1944
  - Operazioni alle Marianne: cattura e occupazione di Saipan: 11 giugno – 10 agosto 1944
  - Operazioni alle isole Caroline occidentali: Cattura e occupazione delle isole Palau meridionali: 6 settembre – 14 ottobre 1944
  - Operazioni a Leyte: sbarchi di Leyte: 1 ottobre – 29 novembre
  - OPerazioni a Okinawa Gunto: assalto e occupazione di Okinawa Gunto: 24 marzo – 30 giugno 1945
  - World War II Victory Medal